# Carmenta wellerae
Carmenta wellerae là một loài bướm đêm thuộc họ Sesiidae. Nó được miêu tả bởi Duckworth và Eichlin năm 1976. Nó được tìm thấy ở miền nam Arizona và miền bắc México. The habitat consists of mountains và foothills.
Con trưởng thành bay từ tháng 7 đến tháng 9.